# Elecciones municipales de Trujillo de 2002
Las elecciones municipales de Trujillo de 2002 se llevaron a cabo el 17 de noviembre de 2002 para elegir al alcalde y al Concejo Provincial de Trujillo para el periodo 2003-2006. La elección se celebró simultáneamente con elecciones regionales y municipales (provinciales y distritales) en todo el país.
El alcalde José Murgia, en el poder desde 1990, aspiraba a un inédito quinto mandato consecutivo. Sin embargo, su candidatura enfrentó por primera vez un escenario político transformado, donde destacaron dos notables disidentes de su propio partido: Eduardo Cassinelli, quien compitió bajo la bandera de Fuerza Democrática tras romper con la dirigencia aprista, y Jorge Torres, exalcalde que se presentó como candidato independiente.
Los resultados provinciales confirmaron la victoria de Murgia, pero revelaron una alarmante erosión en la base electoral aprista: por primera vez en la historia, el aprismo obtuvo menos de la mitad de los votos válidos. Este declive contrastó con el notable desempeño de Cassinelli, quien logró cerca del 30% de los votos, el mejor resultado para una alternativa no aprista desde 1986, mientras que Torres aseguró el tercer lugar y un escaño en el concejo municipal, siendo esta la última ocasión en que una lista independiente conseguiría representación en la provincia.
A pesar de los signos de debilidad en la elección provincial, el panorama distrital fue muy favorable para el aprismo, que alcanzó su mejor desempeño en 16 años, casi duplicando su número de alcaldías respecto a la elección anterior. El partido logró imponerse en casi todos los distritos de la provincia, siendo Salaverry la única excepción donde triunfó una lista independiente, evitando así un dominio aprista absoluto.
Las elecciones de 2002 marcaron el último gran triunfo municipal del aprismo en Trujillo. El Partido Aprista Peruano, que había gobernado la provincia de manera ininterrumpida desde 1981 y mantenía un imbatible récord de victorias electorales desde las primeras elecciones municipales democráticas de 1963, cerró un ciclo de cuatro décadas de hegemonía.

## Sistema electoral
La Municipalidad Provincial de Trujillo es el órgano administrativo y de gobierno de la provincia de Trujillo. Está compuesta por el alcalde y el Concejo Provincial.
La votación del alcalde y el concejo se realiza en base al sufragio universal, que comprende a todos los ciudadanos nacionales mayores de dieciocho años, empadronados y residentes en la provincia de Trujillo y en pleno goce de sus derechos políticos, así como a los ciudadanos no nacionales residentes y empadronados en la provincia de Trujillo.
El Concejo Provincial de Trujillo está compuesto por 15 regidores elegidos por sufragio directo para un período de cuatro (4) años, en forma conjunta con la elección del alcalde (quien lo preside). La votación es por lista cerrada y bloqueada. Se asigna a la lista ganadora los escaños según el método d'Hondt o la mitad más uno, lo que más le favorezca. Es elegido como alcalde el candidato que ocupe el primer lugar de la lista que haya obtenido la más alta votación.

## Composición del Concejo Provincial de Trujillo
La siguiente tabla muestra la composición del Concejo Provincial de Trujillo antes de las elecciones.
| Partidos | Partidos                                             | Regidores |
| -------- | ---------------------------------------------------- | --------- |
|          | Partido Aprista Peruano                              | 9         |
|          | Movimiento Independiente Vamos Vecino                | 3         |
|          | Movimiento Independiente Somos Perú                  | 2         |
|          | Lista Independiente Frente Independiente La Libertad | 1         |

## Partidos y candidatos
A continuación se muestra una lista de los principales partidos y alianzas electorales que participaron en las elecciones:
| Candidatura | Candidatura | Partidos y alianzas                                                      | Candidatos | Candidatos                   | Ideología                                                          | Resultado previo | Resultado previo | Ref. |
| Candidatura | Candidatura | Partidos y alianzas                                                      | Candidatos | Candidatos                   | Ideología                                                          | Votos (%)        | Reg.             | Ref. |
| ----------- | ----------- | ------------------------------------------------------------------------ | ---------- | ---------------------------- | ------------------------------------------------------------------ | ---------------- | ---------------- | ---- |
|             | APRA        | Lista - Partido Aprista Peruano (APRA)                                   |            | José Murgia Zannier          | Aprismo                                                            | 55.27%           | 9                |      |
|             | SP          | Lista - Somos Perú (SP)                                                  |            | Fernando Paredes Príncipe    | Democracia cristiana Conservadurismo social                        | 12.62%           | 2                |      |
|             | UPP         | Lista - Agrupación Independiente Unión por el Perú - Frente Amplio (UPP) |            | Luz Romero Espinoza          | Socioliberalismo Progresismo Socialdemocracia                      | 1.73%            | 0                |      |
|             | AP          | Lista - Acción Popular (AP)                                              |            | Víctor Sagal Watanabe        | Humanismo Nacionalismo cívico Reformismo                           | 1.18%            | 0                |      |
|             | PP          | Lista - Perú Posible (PP)                                                |            | Javier Meléndez Baanante     | Socioliberalismo Democracia liberal Tercera vía                    | Nuevo            | Nuevo            |      |
|             | MNI         | Lista - Movimiento Nueva Izquierda (MNI)                                 |            | Carlos Vásquez Boyer         | Marxismo-leninismo Mariateguismo Socialismo democrático            | Nuevo            | Nuevo            |      |
|             | FD          | Lista - Fuerza Democrática (FD)                                          |            | Eduardo Cassinelli Rodríguez | Reformismo                                                         | Nuevo            | Nuevo            |      |
|             | P           | Lista - Primero Perú (P)                                                 |            | José Cabrera Flores          |                                                                    | Nuevo            | Nuevo            |      |
|             | APP         | Lista - Alianza para el Progreso (APP)                                   |            | Alfredo Díaz Jave            | Liberalismo económico Conservadurismo liberal Populismo de derecha | Nuevo            | Nuevo            |      |
|             | IND         | Lista - Lista Independiente N° 1 Contigo Trujillo                        |            | Jorge Torres Vallejo         | Localismo trujillano                                               | Nuevo            | Nuevo            |      |

## Resultados

### Sumario general
| |                                                                   |              |              |              |           |           |
| Partidos y coaliciones | Partidos y coaliciones                                            | Voto popular | Voto popular | Voto popular | Regidores | Regidores |
| Partidos y coaliciones | Partidos y coaliciones                                            | Votos        | %            | ±pp          | Total     | +/−       |
| | Partido Aprista Peruano (APRA)                                    | 147,074      | 42.39        | –12.88       | 9         | ±0        |
| | Fuerza Democrática (FD)                                           | 103,240      | 29.75        | Nuevo        | 5         | +5        |
| | Lista Independiente N° 1 Contigo Trujillo                         | 34,428       | 9.92         | n/a          | 1         | +1        |
| | Perú Posible (PP)                                                 | 18,120       | 5.22         | Nuevo        | 0         | ±0        |
| | Alianza para el Progreso (APP)                                    | 15,985       | 4.61         | Nuevo        | 0         | ±0        |
| | Somos Perú (SP)1                                                  | 11,958       | 3.45         | –9.17        | 0         | –2        |
| | Movimiento Nueva Izquierda (MNI)                                  | 5,200        | 1.50         | Nuevo        | 0         | ±0        |
| | Primero Perú (P)                                                  | 4,944        | 1.42         | Nuevo        | 0         | ±0        |
| | Acción Popular (AP)                                               | 3,039        | 0.88         | –0.30        | 0         | ±0        |
| | Agrupación Independiente Unión por el Perú - Frente Amplio (UPP)2 | 2,990        | 0.86         | –0.87        | 0         | ±0        |
| |                                                                   |              |              |              |           |           |
| Total | Total                                                             | 346,978      |              |              | 15        | ±0        |
| |                                                                   |              |              |              |           |           |
| Votos válidos | Votos válidos                                                     | 346,978      | 87.44        | –1.60        |           |           |
| Votos en blanco | Votos en blanco                                                   | 24,474       | 6.17         | +0.16        |           |           |
| Votos nulos | Votos nulos                                                       | 25,366       | 6.39         | +1.43        |           |           |
| Votos emitidos | Votos emitidos                                                    | 396,818      | 84.17        | +4.99        |           |           |
| Abstenciones | Abstenciones                                                      | 74,614       | 15.83        | –4.99        |           |           |
| Votantes registrados | Votantes registrados                                              | 471,432      |              |              |           |           |
| |                                                                   |              |              |              |           |           |
| Fuente: |                                                                   |              |              |              |           |           |
| Notas al pie: 1 Comparado con los resultados de Movimiento Independiente Somos Perú (SP) en las elecciones de 1998. 2 Comparado con los resultados de Unión por el Perú (UPP) en las elecciones de 1998. |                                                                   |              |              |              |           |           |
| Notas al pie: |                                                                   |              |              |              |           |           |
| 1 Comparado con los resultados de Movimiento Independiente Somos Perú (SP) en las elecciones de 1998. 2 Comparado con los resultados de Unión por el Perú (UPP) en las elecciones de 1998.               |                                                                   |              |              |              |           |           |

### Concejo Provincial de Trujillo
| Cargo                           | Autoridad electa          | Partido político | Partido político                          |
| ------------------------------- | ------------------------- | ---------------- | ----------------------------------------- |
| Alcalde Provincial de Trujillo  | José Murgia Zannier       |                  | Partido Aprista Peruano                   |
| Regidor Provincial de Trujillo  | Martín Sifuentes Palacios |                  | Partido Aprista Peruano                   |
| Regidor Provincial de Trujillo  | Gilberto Domínguez López  |                  | Partido Aprista Peruano                   |
| Regidor Provincial de Trujillo  | Cristóbal Vilca García    |                  | Partido Aprista Peruano                   |
| Regidora Provincial de Trujillo | Tula Benites Vásquez      |                  | Partido Aprista Peruano                   |
| Regidora Provincial de Trujillo | Nelly Amemiya Hoshi       |                  | Partido Aprista Peruano                   |
| Regidor Provincial de Trujillo  | Víctor León Álvarez       |                  | Partido Aprista Peruano                   |
| Regidora Provincial de Trujillo | Ana Corcuera Briceño      |                  | Partido Aprista Peruano                   |
| Regidor Provincial de Trujillo  | Elías Rodríguez Zavaleta  |                  | Partido Aprista Peruano                   |
| Regidor Provincial de Trujillo  | José Miranda Prado        |                  | Partido Aprista Peruano                   |
| Regidor Provincial de Trujillo  | Rolando León Legendre     |                  | Fuerza Democrática                        |
| Regidor Provincial de Trujillo  | Luis López Carranza       |                  | Fuerza Democrática                        |
| Regidor Provincial de Trujillo  | Segundo Rodríguez Albán   |                  | Fuerza Democrática                        |
| Regidor Provincial de Trujillo  | Neptali Ramírez Herrera   |                  | Fuerza Democrática                        |
| Regidora Provincial de Trujillo | Flor Aldave Rodríguez     |                  | Fuerza Democrática                        |
| Regidor Provincial de Trujillo  | Jorge Vejarano León       |                  | Lista Independiente N° 1 Contigo Trujillo |

## Elecciones municipales distritales

### Sumario general
| Partidos y coaliciones                                                                             | Partidos y coaliciones                                            | Voto popular | Voto popular | Voto popular | Alcaldías | Alcaldías |
| Partidos y coaliciones                                                                             | Partidos y coaliciones                                            | Votos        | %            | ±pp          | Total     | +/−       |
| -------------------------------------------------------------------------------------------------- | ----------------------------------------------------------------- | ------------ | ------------ | ------------ | --------- | --------- |
| | Partido Aprista Peruano (APRA)                                    | 66,223       | 38.23        |              | 9         | +4        |
| | Lista Independiente N° 1 Contigo Trujillo                         | 27,617       | 15.94        | n/a          | 0         | ±0        |
| | Fuerza Democrática (FD)                                           | 20,681       | 11.94        | Nuevo        | 0         | ±0        |
| | Somos Perú (SP)                                                   | 15,621       | 9.02         |              | 0         | ±0        |
| | Alianza para el Progreso (APP)                                    | 9,162        | 5.29         | Nuevo        | 0         | ±0        |
| | Perú Posible (PP)                                                 | 3,304        | 1.91         | Nuevo        | 0         | ±0        |
| | Movimiento Nueva Izquierda (MNI)                                  | 1,529        | 0.88         | Nuevo        | 0         | ±0        |
| | Capacidad Ciudadana para el Desarrollo (CCD)                      | 1,285        | 0.74         | Nuevo        | 0         | ±0        |
| | Agrupación Independiente Unión por el Perú - Frente Amplio (UPP)1 | 997          | 0.58         |              | 0         | ±0        |
| | Primero Perú (P)                                                  | 941          | 0.54         | Nuevo        | 0         | ±0        |
| | Renacimiento Andino (RA)                                          | 372          | 0.21         | Nuevo        | 0         | ±0        |
| | Acción Popular (AP)                                               | 307          | 0.18         |              | 0         | ±0        |
| | Movimiento Amplio País Unido (MAPU)                               | 262          | 0.15         | Nuevo        | 0         | ±0        |
| | Listas independientes distritales                                 | 24,927       | 14.39        | n/a          | 1         | –2        |
| |                                                                   |              |              |              |           |           |
| Total                                                                                              | Total                                                             | 173,228      |              |              | 10        | ±0        |
| |                                                                   |              |              |              |           |           |
| Votos válidos                                                                                      | Votos válidos                                                     | 173,228      | 85.38        |              |           |           |
| Votos en blanco                                                                                    | Votos en blanco                                                   | 14,628       | 7.21         |              |           |           |
| Votos nulos                                                                                        | Votos nulos                                                       | 15,034       | 7.41         |              |           |           |
| Votos emitidos                                                                                     | Votos emitidos                                                    | 202,890      | 85.44        |              |           |           |
| Abstenciones                                                                                       | Abstenciones                                                      | 34,587       | 14.56        |              |           |           |
| Votantes registrados                                                                               | Votantes registrados                                              | 237,477      |              |              |           |           |
| |                                                                   |              |              |              |           |           |
| Fuente:                                                                                            |                                                                   |              |              |              |           |           |
| Notas al pie: 1 Comparado con los resultados de Unión por el Perú (UPP) en las elecciones de 1998. |                                                                   |              |              |              |           |           |
| Notas al pie:                                                                                      |                                                                   |              |              |              |           |           |
| 1 Comparado con los resultados de Unión por el Perú (UPP) en las elecciones de 1998.               |                                                                   |              |              |              |           |           |

### Resultados por distrito
La siguiente tabla enumera el control de los distritos de la provincia de Trujillo. El cambio de mando de una organización política se resalta del color de ese partido.
| Distrito             | Alcalde(sa) titular        | Partido político | Partido político                 | Alcalde(sa) electo(a)     | Partido político | Partido político        |
| -------------------- | -------------------------- | ---------------- | -------------------------------- | ------------------------- | ---------------- | ----------------------- |
| El Porvenir          | Víctor Moya Obeso          |                  | Partido Aprista Peruano          | Pedro Ordóñez Lindo       |                  | Partido Aprista Peruano |
| Florencia de Mora    | Ydelso Terrones Cerdán     |                  | Vamos Vecino                     | Juan Castro Ávalos        |                  | Partido Aprista Peruano |
| Huanchaco            | Fernando Bazán Pinillos    |                  | Todos por Huanchaco              | Francisco García Calderón |                  | Partido Aprista Peruano |
| La Esperanza         | Segundo Raza Urbina        |                  | Partido Aprista Peruano          | Juan Namoc Medina         |                  | Partido Aprista Peruano |
| Laredo               | Miguel Chávez Castro       |                  | Laredo Reconstrucción            | Edward Berrocal Gamarra   |                  | Partido Aprista Peruano |
| Moche                | Julio Flores Cornelio      |                  | Por Acción Trabajo y Obras       | Henry Sachun Castro       |                  | Partido Aprista Peruano |
| Poroto               | Guillermo Castro Fernández |                  | Partido Aprista Peruano          | Jorge Mudarra Fernández   |                  | Partido Aprista Peruano |
| Salaverry            | Jorge Rosario Armas        |                  | Partido Aprista Peruano          | Félix Campaña Silva       |                  | Renovación Salaverrina  |
| Simbal               | Santos Castañeda Carranza  |                  | Partido Aprista Peruano          | Santos Castañeda Carranza |                  | Partido Aprista Peruano |
| Víctor Larco Herrera | Juan Córdova Zavala        |                  | Frente Independiente La Libertad | Moisés Arias Quezada      |                  | Partido Aprista Peruano |